# 沖縄県道86号南風原知念線

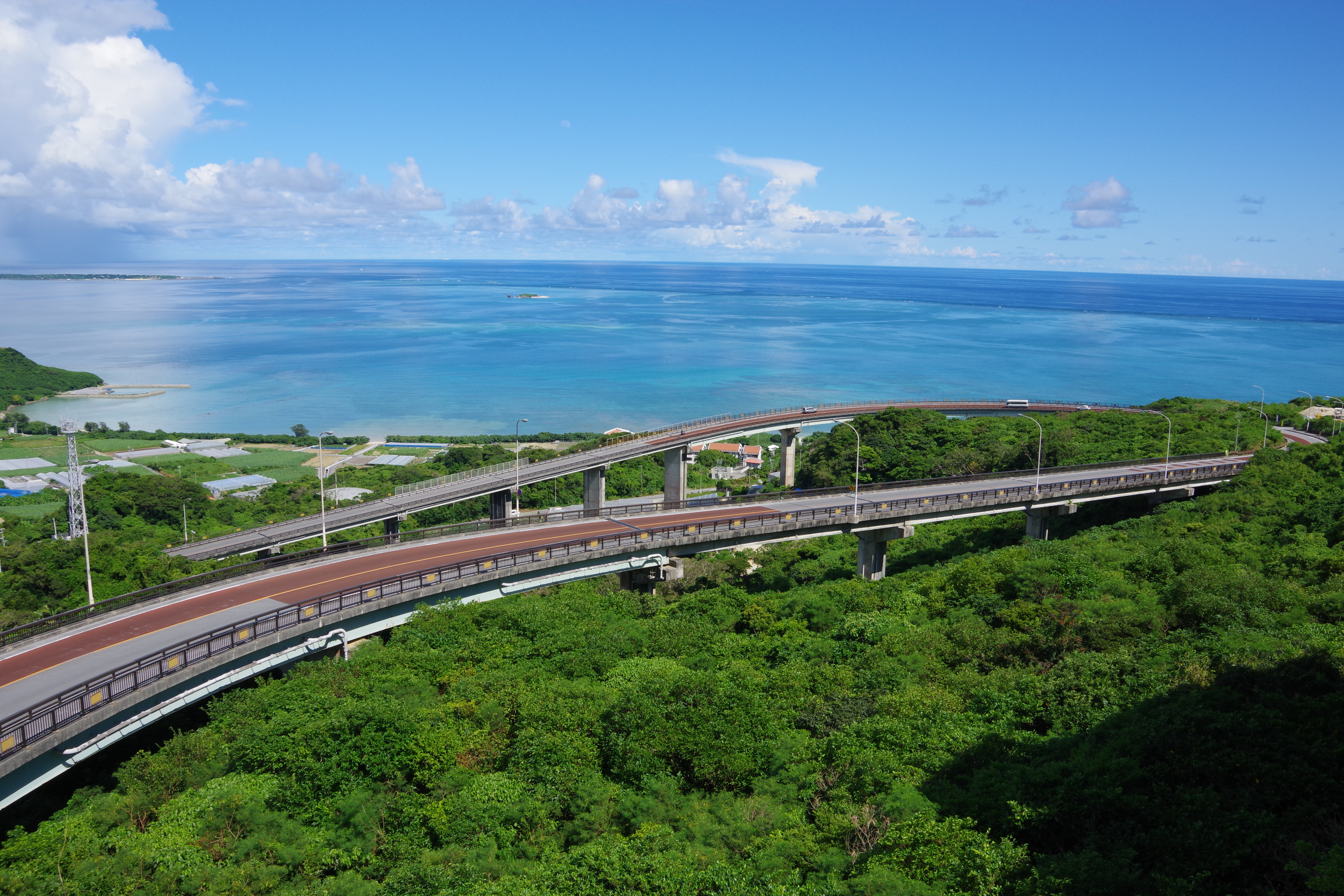
ニライ・カナイ橋

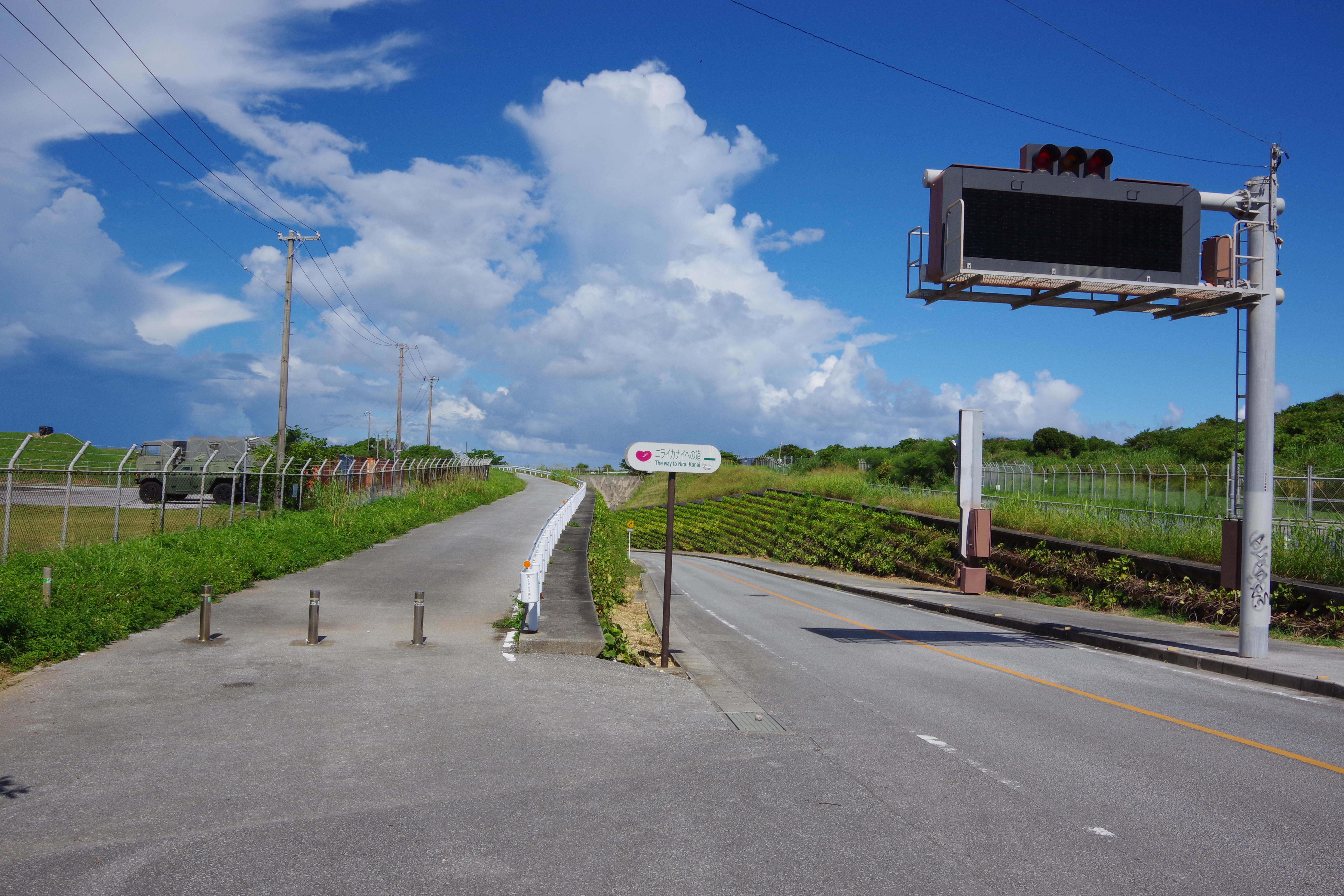
ニライカナイへの道

沖縄県道86号南風原知念線（おきなわけんどう86ごう はえばるちねんせん・主要地方道南風原知念線）は、沖縄県島尻郡南風原町山川と南城市知念吉富とを結ぶ主要地方道。

## 概要

### 区間
- 起点：島尻郡南風原町字山川（沖縄県道82号那覇糸満線、実際の起点は南風原町照屋）
- 終点：南城市知念字吉富（国道331号）
- 総延長：16km
- 実延長：14.7km

### 通過自治体
- 島尻郡南風原町－南城市

### バイパス
- 南部東道路

### 交差する路線
- 沖縄県道82号那覇糸満線（南風原町照屋）
- 沖縄県道128号線（同）
- 沖縄県道241号宜野湾南風原線（南風原町喜屋武）
- 那覇空港自動車道（国道506号）（通過のみ）
- 沖縄県道77号糸満与那原線（南城市大里仲間）
- 沖縄県道137号佐敷玉城線（南城市玉城親慶原-佐敷方面、同市玉城垣花-国道331号方面）
- 沖縄県道236号玉城那覇自転車道線（沖縄のみち自転車道・南城市知念吉富-玉城方面、同市佐敷字佐敷-大里方面）
- 国道331号（終点）

### 重複路線
- 沖縄県道82号那覇糸満線（起点 - 南風原町照屋で被重複）
- 沖縄県道236号玉城那覇自転車道線（沖縄のみち自転車道・南城市知念吉富 - 佐敷字佐敷）
- 沖縄県道137号佐敷玉城線（南城市玉城親慶原 - 玉城垣花）

### 主要施設
- ラジオ沖縄送信所（南城市大里字大里）
- 琉球ゴルフ倶楽部（南城市玉城親慶原・毎年3月のダイキンオーキッドレディスゴルフトーナメント開催地）
- 沖縄刑務所（南城市知念具志堅）

## 路線バス
元々当県道には沖縄バスのみ乗り入れており、当路線沿線には大里大城に大城駐車場、玉城親慶原には親慶原出張所があったが、2019年10月から南城市がコミュニティバス「Nバス」の運行開始で南城市内の路線バスが大きく一変した。
2018年に完成した南城市役所本庁舎（佐敷新里）そばにバスターミナルを新設し、「Nバス」導入に伴う南城市内のバス路線の再編と集約を行い、沿線にあった両施設を廃止（大城駐車場はNバス開業翌年の2020年3月末限り）、新たに「南城出張所」を設置した。これにより、南城市内間のバス移動の利便性が向上したのに加え、市役所にバスターミナルを置くことによって市役所への利便性と市外（主に那覇方面）へのバスもここで乗り換えることができるようになった。市役所のバスターミナルには沖縄バスだけでなく、一部の琉球バス交通、東陽バスの路線も発着している。
当県道は玉城親慶原 - 垣花の区間が市役所へ向かう県道137号と重複してるため、Nバスを通る路線が多い。なお、県道全区間を通る路線はないが、南城市内の区間の中にはNバスにとって替わった路線もある。
なお、Nバスの運行開始により、沿線の沖縄刑務所へ乗り入れるバス路線が復活したほか、ニライカナイ橋へ初めてバス路線が乗り入れる形となった。

### 市外とを結ぶ路線バス
- 40番・大里線（沖縄バス） 南風原町照屋 - 南城市大里仲間、大里大城 - 玉城親慶原
- 50番・百名（東風平）線（琉球バス交通）　南城市玉城親慶原→垣花（平日朝の南城市役所発便のみ）
- 309番・大里結の街線（沖縄バス） 南風原町照屋 - 南城市大里仲間、大里大城 - 玉城親慶原

### 南城市コミュニティバス（Nバス）
いずれも南城市役所バスターミナル発着（一部の路線を除く）。
- Aルート（知念・佐敷一周線）　南城市玉城親慶原 - 垣花（A1は垣花→親慶原、A2は親慶原→垣花）
- Bルート（ニライカナイ橋・つきしろ線）　南城市玉城親慶原 - つきしろ - 知念吉富（B1は知念→玉城、B2は玉城→知念、B3は玉城親慶原 - つきしろ）
- Cルート（玉城・大里一周線）　南城市大里大城 - 玉城喜良原 - 親慶原（C1は玉城→大里、C2は大里→玉城）
- Dルート（玉城東回り線）　南城市玉城喜良原 - 親慶原 - 垣花（D1は親慶原→垣花→（玉城内各地）→喜良原→親慶原、D2はその逆）
- Fルート（玉城西回り線）　南城市玉城糸数 - 喜良原 - 親慶原 - 垣花（喜良原始発もあり）
- Gルート（向陽高校線）　南城市玉城親慶原（南部東道路南城佐敷・玉城IC）→（南部東道路経由）→大里大城（南城大城IC→現道）

## 歴史
- 1953年（昭和28年） 玉城村（現南城市玉城）親慶原 - 宜野湾村（現宜野湾市）普天間が琉球政府道5号線、玉城村（現南城市玉城）百名 - 親慶原が琉球政府道百名親ヶ原線としてそれぞれ指定（後者は1965年（昭和40年）に親慶原 - 新里の軍道137号線と合わせて政府道137号線に改称）
- 1972年（昭和47年）5月 本土復帰と同時に政府道5号線のうち浦添市西原 - 宜野湾市普天間が国道330号、残りの区間は県道5号線、軍道・政府道137号線が県道137号線となる。当時県道5号線のうち現在の当路線の区間は道路状況は悪く、険道の部分が1980年代終盤まで残っていた（特に当時の大里と玉城両村境付近）。
- 1987年（昭和62年） 玉城村（現南城市玉城）垣花 - 知念村（現南城市知念）吉富の区間の町村道を県道に昇格し、"一般県道玉城知念線"（県道232号）として整備することに。
- 1993年（平成5年） 県道5号線の玉城村（現南城市玉城）親慶原 - 南風原町照屋、県道137号線の玉城村（南城市玉城）垣花 - 親慶原の各区間、そして県道玉城知念線の全線が現路線名として主要地方道に昇格した。
- 2002年（平成14年） 終点部分の吉富高架橋（ニライ・カナイ橋）が開通。これで当路線は全線開通した。
- 2021年（令和3年）3月　当県道のバイパス（自動車専用道路）である「南部東道路」の南城大城IC - 南城佐敷・玉城IC間 (2.0 km) が部分開通。